# Hydac
Компания HYDAC International — немецкий производитель гидравлического и фильтрационного оборудования. Головной офис компании расположен в городе Зульцбах (Саар).

## Производственные мощности и филиалы
Предприятие основано в 1963 году и насчитывает около 6.000 сотрудников во всем мире. Производственные мощности расположены в Зульцбах (Саар), Геттелборн, Нойнкирхен, Саарбрюккен и Дудвайлер. Предприятие имеет в своем распоряжении 10 офисов в Германии и около 40 филиалов за границей, а также глобальную сеть сбыта с более чем 500 партнерами. Частично расположены собственное производство и отделы сервиса и сбыта на растущем рынке Азии в Индии (1994), Сингапуре (1995), Китае (1996), Японии (1998), Южной Корее (1999), Малайзии (1999).

## Подразделения
Подразделения организации образовывались либо как специализирующиеся на производстве определенных видов продукции части HYDAC International (название начинается с HYDAC), либо становились частью компании в результате слияния (HYDROSAAR, NORDHYDRAULIC AB и QHP):

### Германия
- HYDAC Filter Systems GmbH, системы обезвоживания и оборудование для анализа жидкостей;
- HYDROSAAR GmbH, гидравлическое оборудование для горной промышленности.
- HYDAC System GmbH, гидравлические агрегаты и установки;
- HYDAC Accessories GmbH, крепления и принадлежности;
- HYDAC Cooling GmbH, системы охлаждения;
- HYDAC Technology GmbH, гидравлические аккумуляторы;
- HYDAC Electronic GmbH, электроника и программное обеспечение; 2008 год - HYDAC и TTControl объявляют о стратегическом партнерстве[3].
- HYDAC Filtertechnik GmbH, фильтры и фильтроэлементы;
- HYDAC Service GmbH, сервис, монтаж и диагностика;
- HYDAC Fluidtechnik GmbH, компактная гидравлика;
- Kraeft GmbH Systemtechnik - разработка гидравлических систем с электронным управлением.

### Швеция
- NordHydraulic AB, гидравлическое оборудование.

### Великобритания
- Quality Hydraulic Power Ltd (QHP), гидравлическое оборудование.

### Нидерланды
- HYCOM - комплектные гидравлические системы, а также сервис.

### Швейцария
- BIERI HYDRAULIK AG - гидравлические насосы, компоненты и системы.

## Дочерние компании

### Польша
- HYDAC Sp. z o.o. Основана в 1992 году. Первоначально офис находился во Вроцлаве. В 2001 году HYDAC Sp. z o.o. открывает представительства в Москве, Киеве и Минске. В 2004 году вместо представительства в России создается дочернее предприятие ХЮДАК Интернешнл, обладающее статусом Полномочного Представителя компании HYDAC на территории Российской Федерации. В этом же году в Миколове построены собственные производственные комплексы для создания гидравлических станций и головной офис HYDAC Sp. z o.o.

## Сертификаты
ISO 9001, ISO 14001, OHSAS 18001